# Casiguran (Aurora)
Casiguran is een gemeente in de Filipijnse provincie Aurora op het eiland Luzon. Bij de laatste census in 2007 had de gemeente ruim 22 duizend inwoners.

## Geografie

### Bestuurlijke indeling
Casiguran is onderverdeeld in de volgende 24 barangays:
| - Barangay 1 - Barangay 2 - Barangay 3 - Barangay 4 - Barangay 5 - Barangay 6 - Barangay 7 - Barangay 8 - Calabgan - Calangcuasan - Calantas - Culat | - Dibet - Esperanza - Lual - Marikit - Tabas - Tinib - Bianuan - Cozo - Dibacong - Ditinagyan - Esteves - San Ildefonso |

## Demografie
Casiguran had bij de census van 2007 een inwoneraantal van 22.403 mensen. Dit zijn 944 mensen (4,4%) meer dan bij de vorige census van 2000. De gemiddelde jaarlijkse groei komt daarmee uit op 0,60%, hetgeen lager is dan het landelijk jaarlijks gemiddelde over deze periode (2,04%). Vergeleken met de census van 1995 is het aantal mensen met 2.825 (14,4%) toegenomen.

De bevolkingsdichtheid van Casiguran was ten tijde van de laatste census, met 22.403 inwoners op 715,43 km², 31,3 mensen per km².